# Ellison's Orange
 (septembre 2011).
Si vous disposez d'ouvrages ou d'articles de référence ou si vous connaissez des sites web de qualité traitant du thème abordé ici, merci de compléter l'article en donnant les références utiles à sa vérifiabilité et en les liant à la section « Notes et références ».

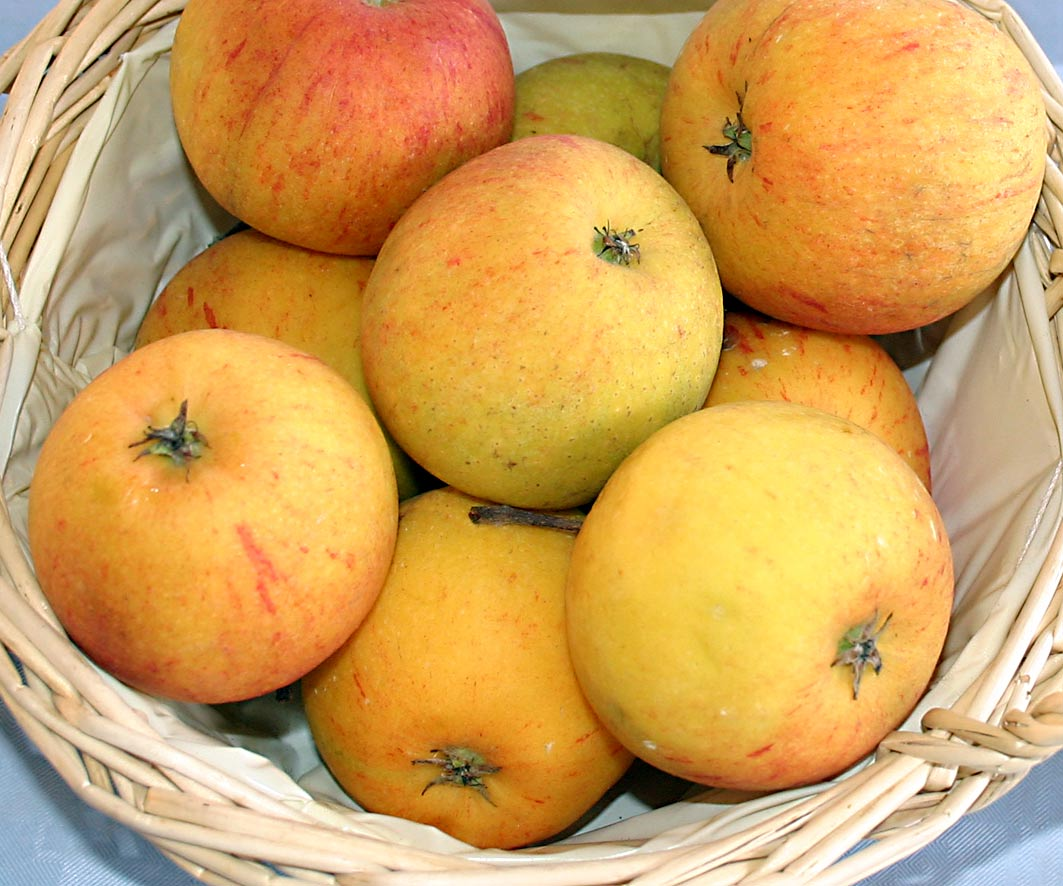
Panier contenant des pommes de la variété Ellison's Orange

Ellison's Orange est un cultivar de pomme créé par le révérend Charles Christopher Ellison, un amateur averti qui avait planté plus de 1500 arbres fruitiers à Bracebridge, Lincolnshire vers 1900.
Ellison's Orange est le résultat du croisement de Cox's Orange Pippin avec Cellini. La variété fut vendue à un certain Mr Pennell qui l'enregistra en 1904. La variété reçut l'Award of Merit de la Royal Horticultural Society de Londres en 1911, et un certificat de première classe en 1917.

## Description
La pomme est de taille moyenne et de forme ronde à conique. Sa peau cireuse est jaune vert rayée de rouge 
La chair croquante est blanc crème et très parfumée. Un parfum anisée est possible mais pas toujours présent.

## Culture
La variété, très fertile, est rustique et moins sujette aux maladies que la Cox. Elle résiste à la tavelure du pommier.
Elle est pollinisée par Gala, Golden Delicious, Grenadier, James Grieve, Scrumptious, Topaz.
Mature en septembre, elle se conserve assez mal.